# یگالا (رود)
یَگالا (به استونیایی: Jägala) یک رود در شمال کشور استونی است که از اهولا سرچشمه میگیرد و پس از طی ۹۸.۸ کیلومتر به خلیج فنلاند میریزد.

## نگارخانه

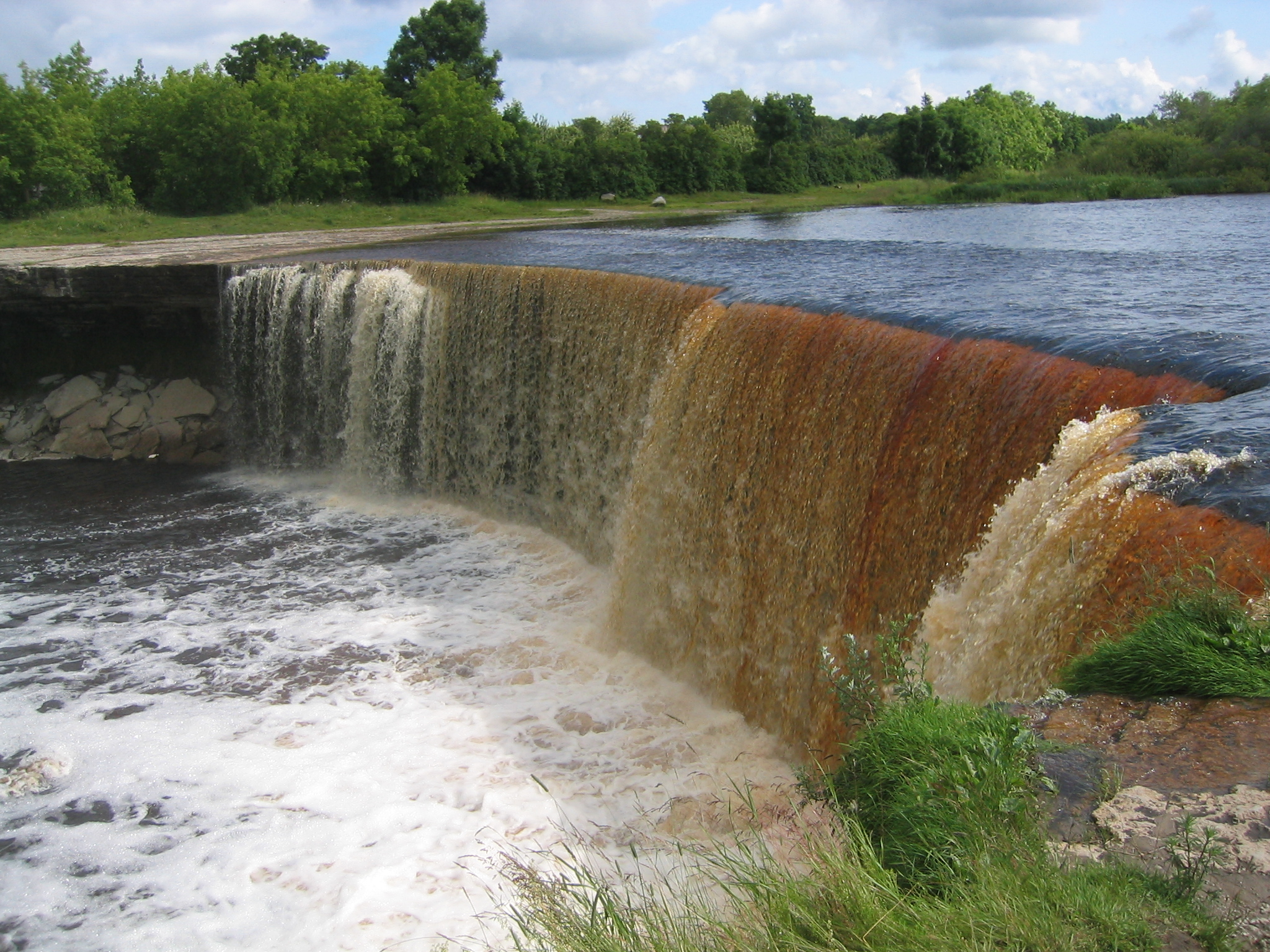
آبشار یگالا
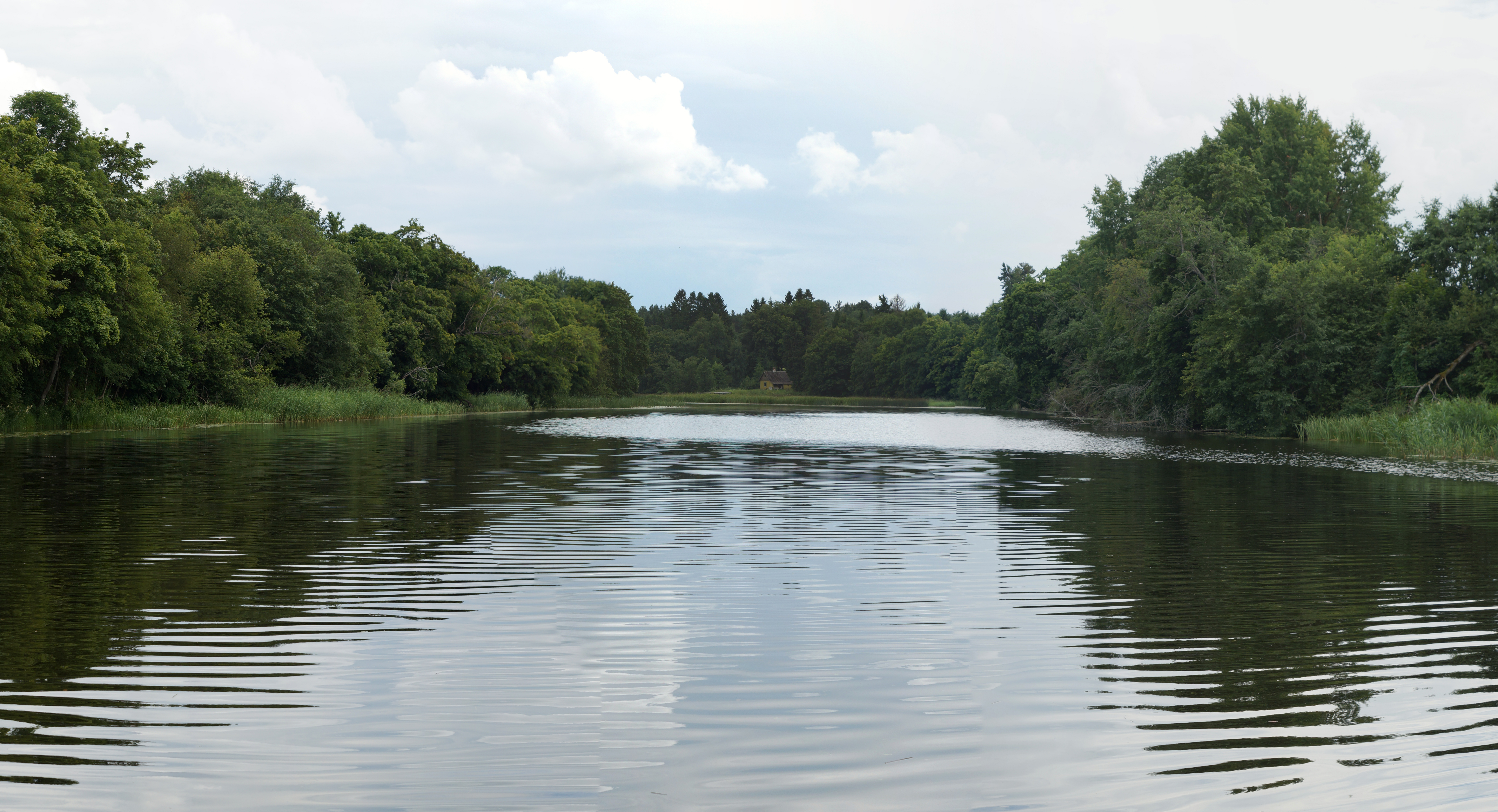
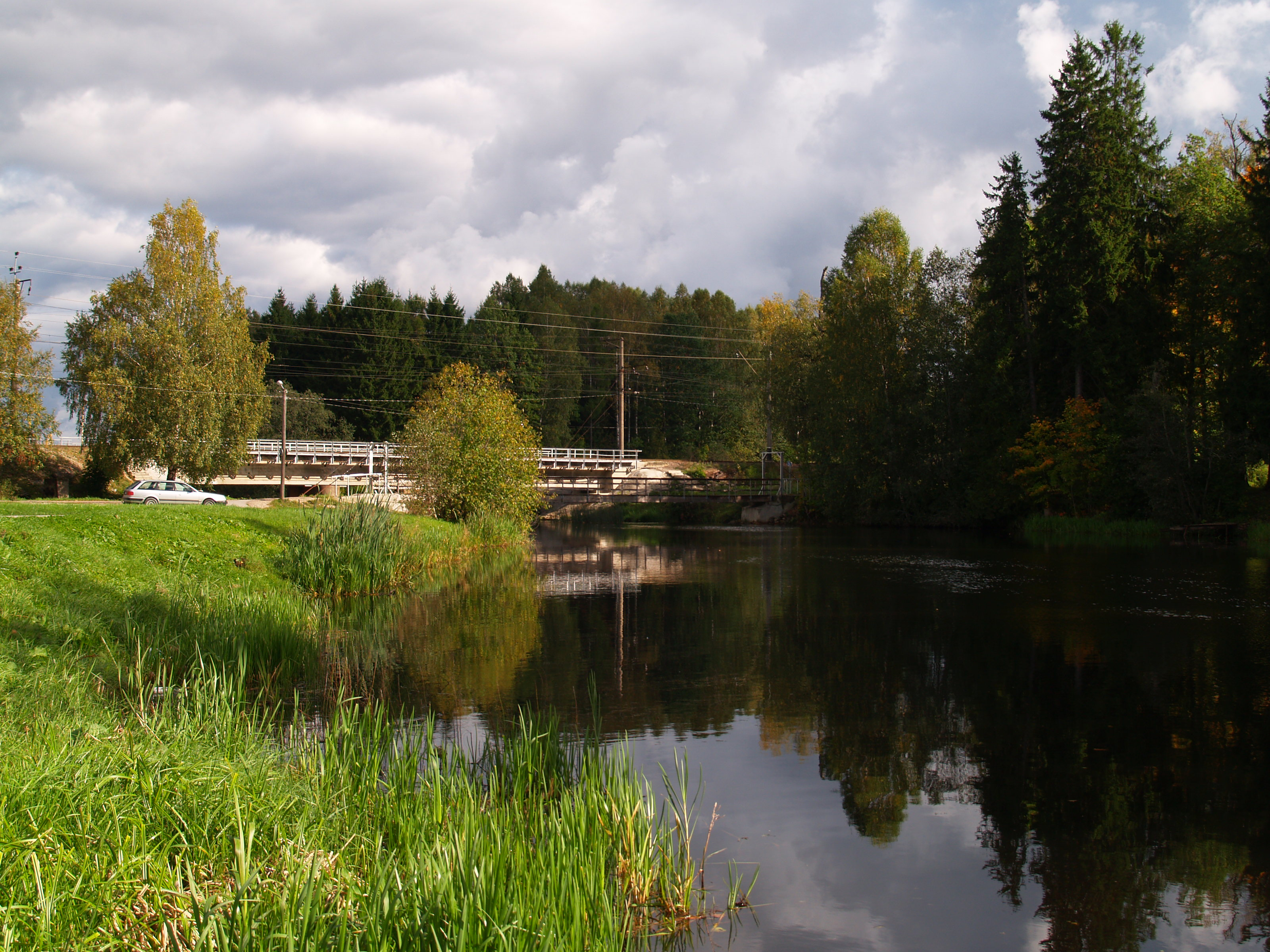
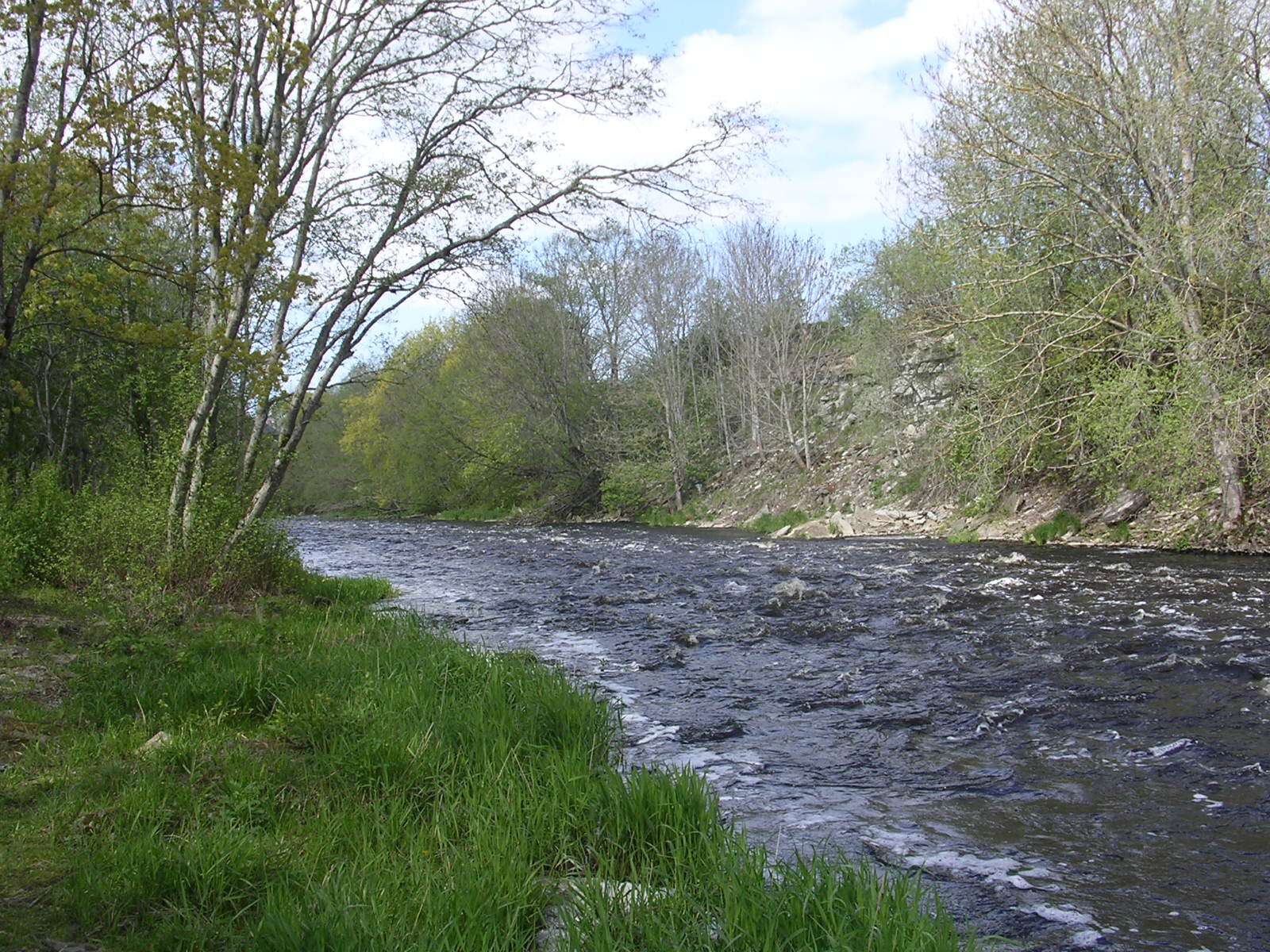